# Aliwal Shoal

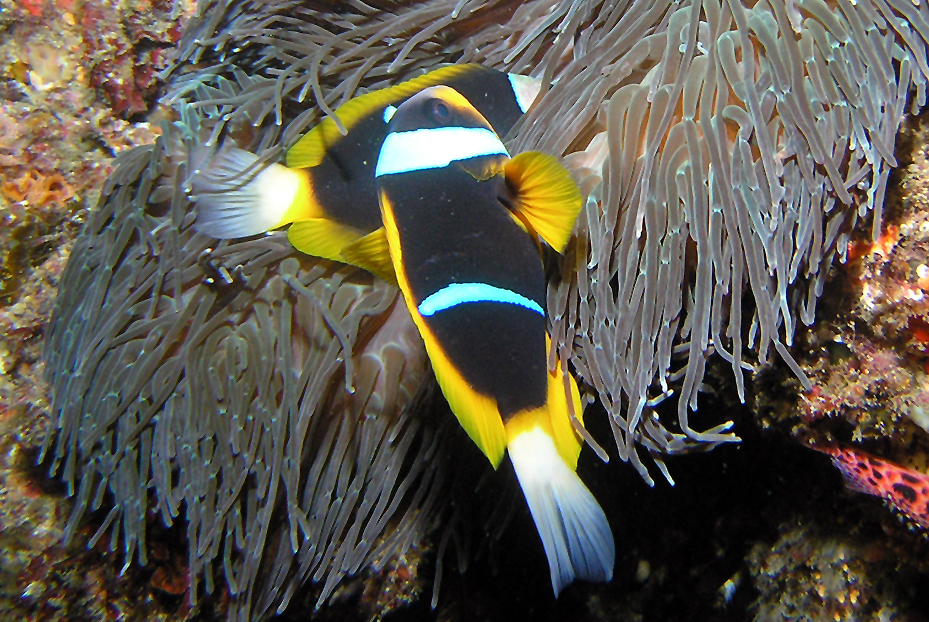
Clownfische am Aliwal Shoal Riff

Das felsige Riff Aliwal Shoal liegt ca. 5 km vor der Küste von KwaZulu-Natal, Südafrika. Es entstand vor ca. 80.000 Jahren aus einer fossilierten Sanddüne. Mit der Verschiebung der Kontinentalplatten und einem Anstieg des Meeresspiegels wurde die Düne überschwemmt. Wasserpflanzen und Meerestiere besiedelten den neuen Lebensraum. In Tausenden von Jahren verfestigte sich der Untergrund immer mehr durch Muschelbewuchs und Korallen. Das Riff befindet sich an der äußersten, südlichen Verbreitungsgrenze von Korallen, was hier durch den von Norden kommenden, warmen Agulhasstrom ermöglicht wird.
Aliwal Shoal erhielt seinen Namen nach dem Beinahe-Untergang des Drei-Mast-Schiffes Aliwal im Jahre 1849. Die Wracks der Schiffe Nebo (gesunken 1884) und Produce (1974 gesunkenes Frachtschiff) liegen in der Nähe des Riffs.
Hart- und Weichkorallen besiedeln heute Aliwal Shoal. Allerdings ist das Meer in dieser Region zu kalt für eine tropische Korallenvielfalt. Das Riff ist die Heimat von vielen verschiedenen Arten von tropischen und subtropischen Fischarten und anderen Meeresorganismen wie Meeresschildkröten, Delfine, Buckelwale. Zwischen August und November versammeln sich bei Aliwal Shoal viele Haie, vor allem Santigerhaie (Carcharias taurus), um sich dort zu paaren. Auch verschiedene Rochenarten wie der Blaupunktrochen nutzen das Gebiet um zur Paarungszeit zusammenzutreffen. Das Riff wird durch Meeresströmungen mit Plankton versorgt. Daher sind auch Manta-Sichtungen keine Seltenheit.
Das Riff ist Teil der Aliwal Shoal Marine Protected Area.
Aliwal Shoal ist Teil eines größeren, der Küste vorgelagerten Riffkomplexes. Als Aliwal Shoal wird meist nur der schmale, parallel zur Küste verlaufende Kamm dieses Riffs bezeichnet, der auch „Crown“ (Krone) genannt wird. Mit einer Wassertiefe von ca. 6 Metern ist das nördliche Ende der flachste Teil der Krone. Sie ist im Norden etwa 250 Meter breit, verbreitert sich dann auf ca. 800 m und hat nach einem schmalen Übergang im Süden eine Breit von etwa 2 km. Im Norden fällt das Riff vor allem auf der Küstenseite relativ steil ab, auf der der Küste abgewandten Seite ist das Gefälle etwas geringer und man findet einzelne Felsnadeln, Höhlen Durchgänge und Überhänge. Während das Riffdach im Norden flach ist, fällt es in einem Bereich der „Ridge“ (Grat) genannt wird etwas ab und ist im südlichen Teil mit Tiefen bis zu 19,5 m deutlich unregelmäßiger geformt. Die durchschnittliche Tiefe der Krone beträgt etwa 12,5 Meter.